# Steatocranus tinanti
Espèce
Statut de conservation UICN

 LC  : Préoccupation mineure
Steatocranus tinanti est une espèce de poissons Perciformes appartenant à la famille des Cichlidae. C'est une espèce fluviatile (n'appartenant pas aux grands lacs), endémique de l'Afrique.

## Variétés géographique
Selon NCBI quelques sous espèces ou variétés géographique son représenter :
- Steatocranus aff. tinanti "Inga"
- Steatocranus aff. tinanti "intermediate"
- Steatocranus aff. tinanti "ultraslender"
- Steatocranus sp (peut-être plusieurs)

## Au Zoo
L'Aquarium du palais de la Porte Dorée Détient un petit groupe de Steatocranus tinanti.(11/2014) Ils sont maintenus dans une grande cuve en compagnie de poissons de provenances de cours d'eau et rivières similaires. Pas farouches et aisément observables lors de la promenade de l'Aquarium.

## Galerie

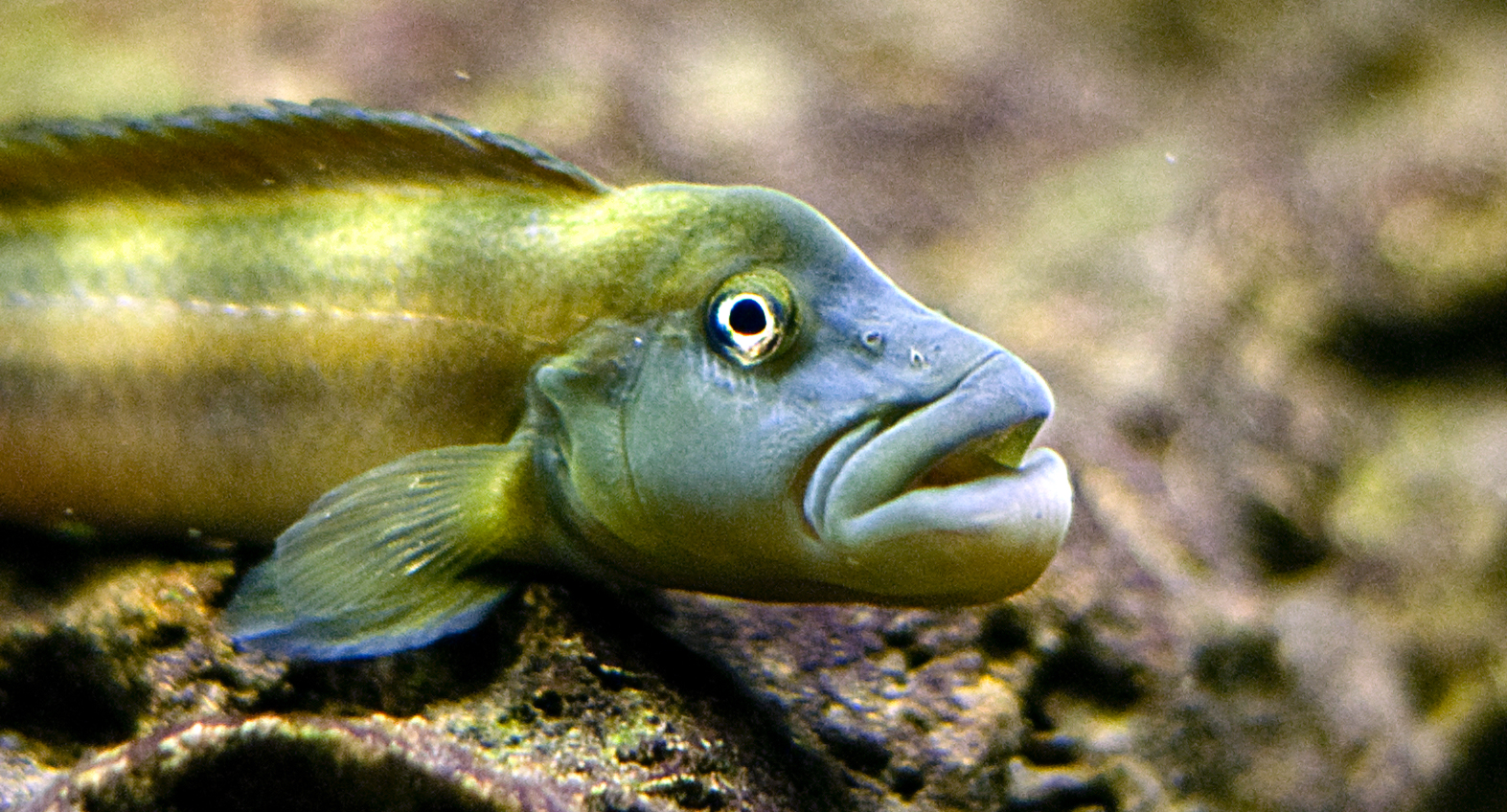
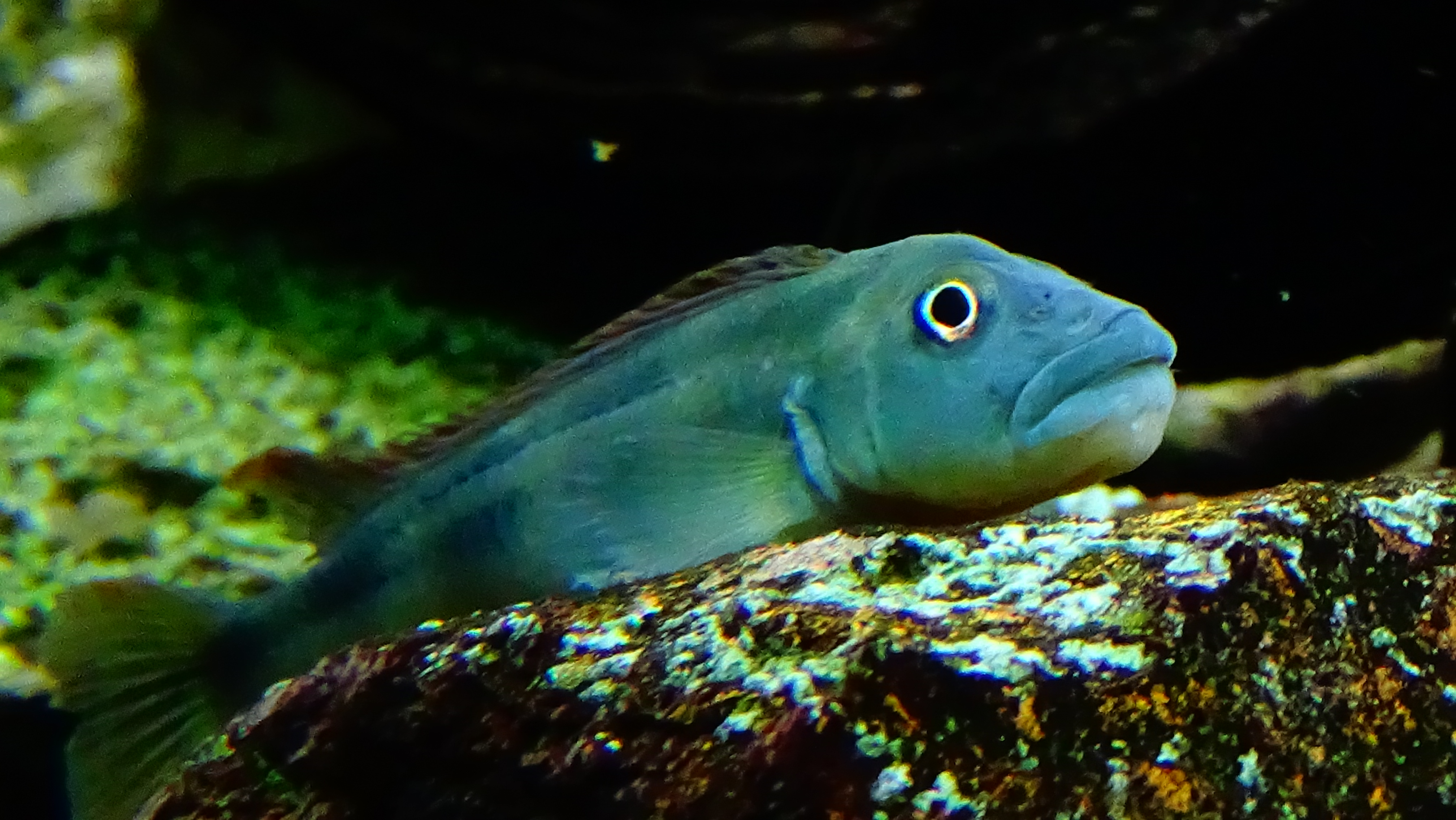
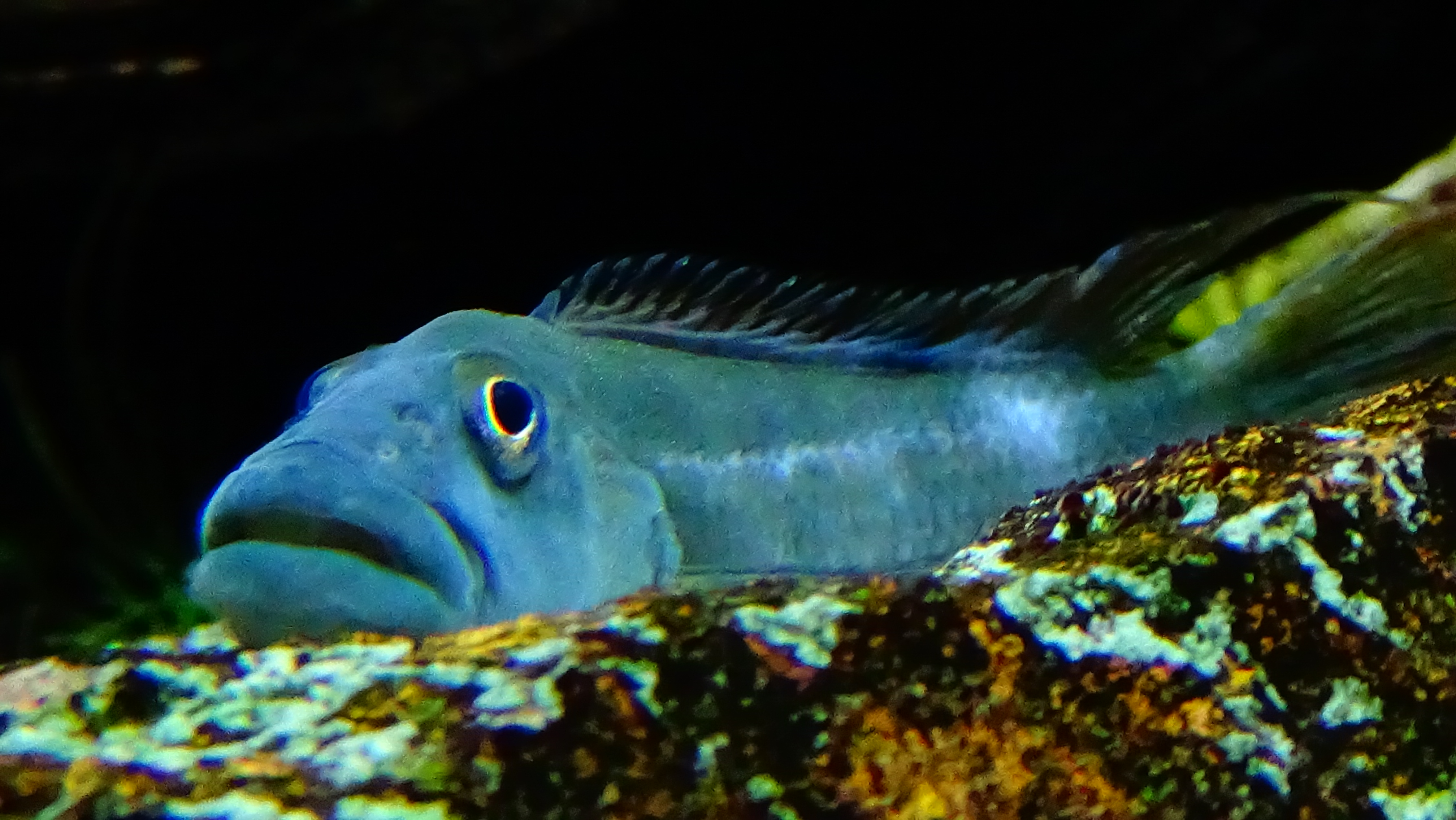
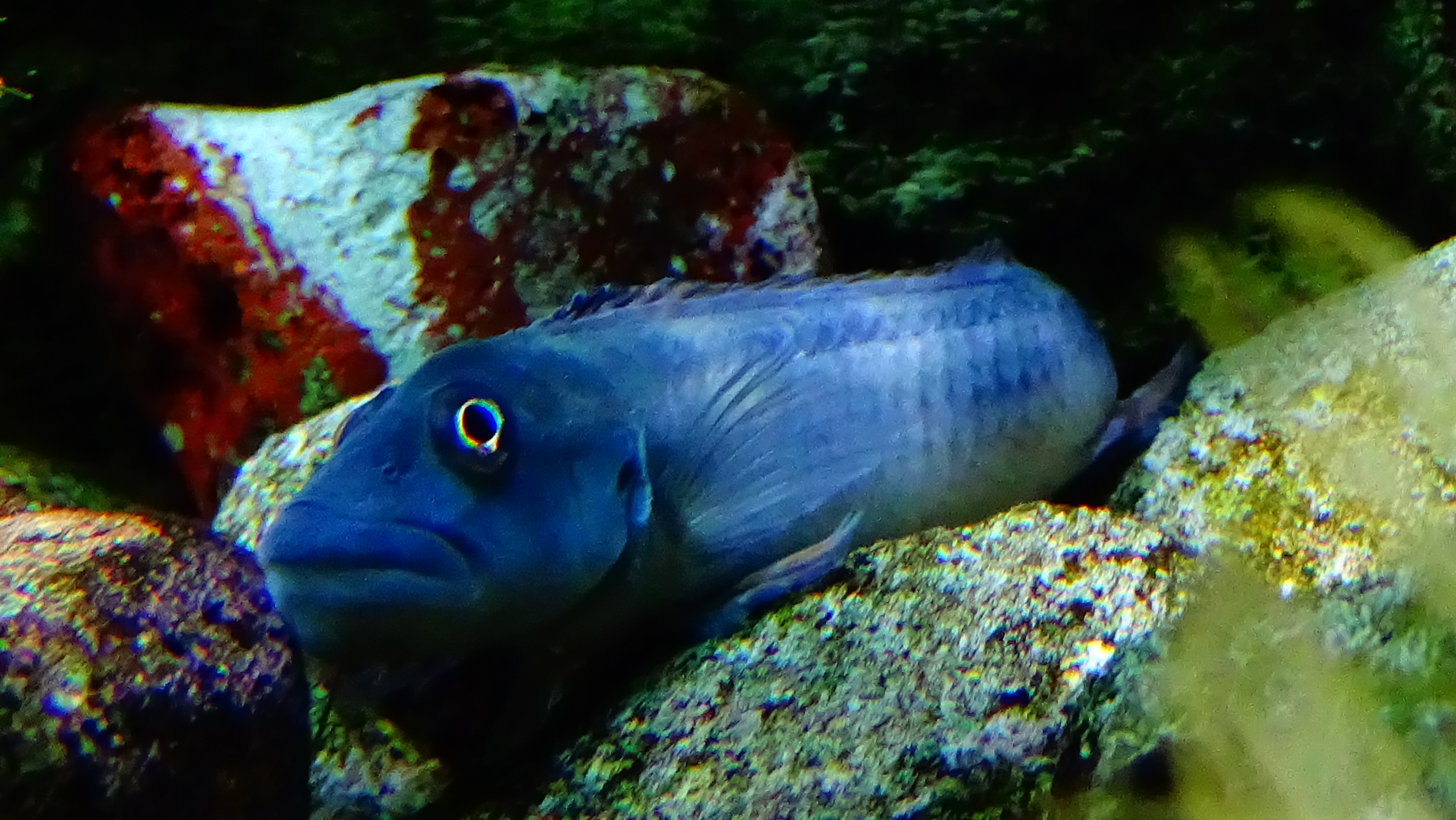